# Vanzijlia
Vanzijlia (лат.) — монотипный род суккулентных растений семейства Аизовые (Aizoaceae), подсемейства Ruschioideae, естественно произрастающий на территории Капской провинции Южно-Африканской Республики. На 2023 год, включает один вид – Vanzijlia annulata.

## Название
Родовое латинское (научное) название Vanzijlia дано в честь Дороти ван Зейл (Dorothy van Zijl), южноафриканской коллекционерки растений.

## Ботаническое описание
Vanzijlia annulata – невысокий многолетний полукустарник с голыми стеблями, образующий компактные куртины с несколькими длинными побегами. Листья расположены парами, где первая пара на длинных побегах срастается в длинные влагалища с короткими свободными концами, в то время как остальные пары листьев на длинных побегах остаются менее срастающимися и имеют заостренные свободные части. Это растение отличается от большинства подсемейства Ruschioideae тем, что в них отсутствуют таниновые идиобласты, что является редкостью.
Цветки Vanzijlia annulata одиночные и могут быть как на цветоножке, так и сидячими. Они имеют прицветниковые лепестки и достигают диаметра до 60 мм. Чашелистиков 5. Лепестки белые, расположены в два ряда. Тычинки снабжены 2 или 3 рядами стаминодий, которые могут быть розовыми или пурпурными. Тычинки, образуют конус, который удлиняется во время цветения. Нектарник имеет зубчатое кольцо. Завязь верхняя, имеет плоскую форму. Рыльца в количестве 10 штук имеют шиловидную форму. Плоды представляют собой 10-гнездные коробочки, подобные плодам рода Leipoldtia, но с дополнительными механизмами закрытия в виде незаметных выступов или выпуклостей. Семена гладкие.

## Распространение
Vanzijlia annulata произрастает на западном побережье Северного и Западного Кейпа (ЮАР), а также внутри страны до Кнерсвлакте (Knersvlakte).

## Таксономия
Vanzijlia L.Bolus, первое упоминание в Fl. Pl. South Africa 7: 262. (1927).

### Виды
Согласно данным сайта WFO Plantlist на июнь 2023 года, род состоит из 1 вида:
- Vanzijlia annulata (A.Berger) L.Bolus

#### Синонимы (вида)
Гомотипные (основанные на одном и том же номенклатурном типе):
- Mesembryanthemum annulatum A.Berger (1922)

Гетеротипные (основанные на разных номенклатурных типах):
- Mesembryanthemum angustipetalum L.Bolus (1924)
- Vanzijlia angustipetala (L.Bolus) N.E.Br. (1929)